# Ancien Hawaï
avant 1795
L'Ancien Hawaï est la période de l'histoire hawaïenne précédant l'unification en 1810 du royaume d'Hawaï par Kamehameha le Grand. Traditionnellement, les chercheurs estimaient que la première colonisation des îles hawaïennes s'était produite sporadiquement entre 400 et 1100 apr. J.-C. par des navigateurs polynésiens venant des îles Samoa, Marquises et Tahiti dans ce qui est aujourd'hui la Polynésie française. En 2010, une étude a été publiée basée sur la datation au radiocarbone d'échantillons plus fiables, ce qui suggère que les îles ont été peuplées beaucoup plus tard, dans un court laps de temps, entre 1219 et 1266 environ.
Les îles de Polynésie orientale ont été caractérisées par la continuité de leurs cultures, et la courte période de migration expliquerait ce résultat. L'agroforesterie et l'aquaculture diversifiées ont assuré la subsistance de la cuisine autochtone hawaïenne. Des matériaux tropicaux ont été adoptés pour le logement. Des temples élaborés (appelés Heiau) ont été construits à partir des roches de lave disponibles.
Les riches ressources naturelles soutenaient une population relativement dense, organisée par une classe dirigeante et un système social avec des chefs religieux. Le capitaine James Cook a établi le premier contact connu entre les Européens et les anciens Hawaïens en 1778. Il a été suivi par de nombreux autres Européens et Américains.

## Voyage aux îles hawaïennes

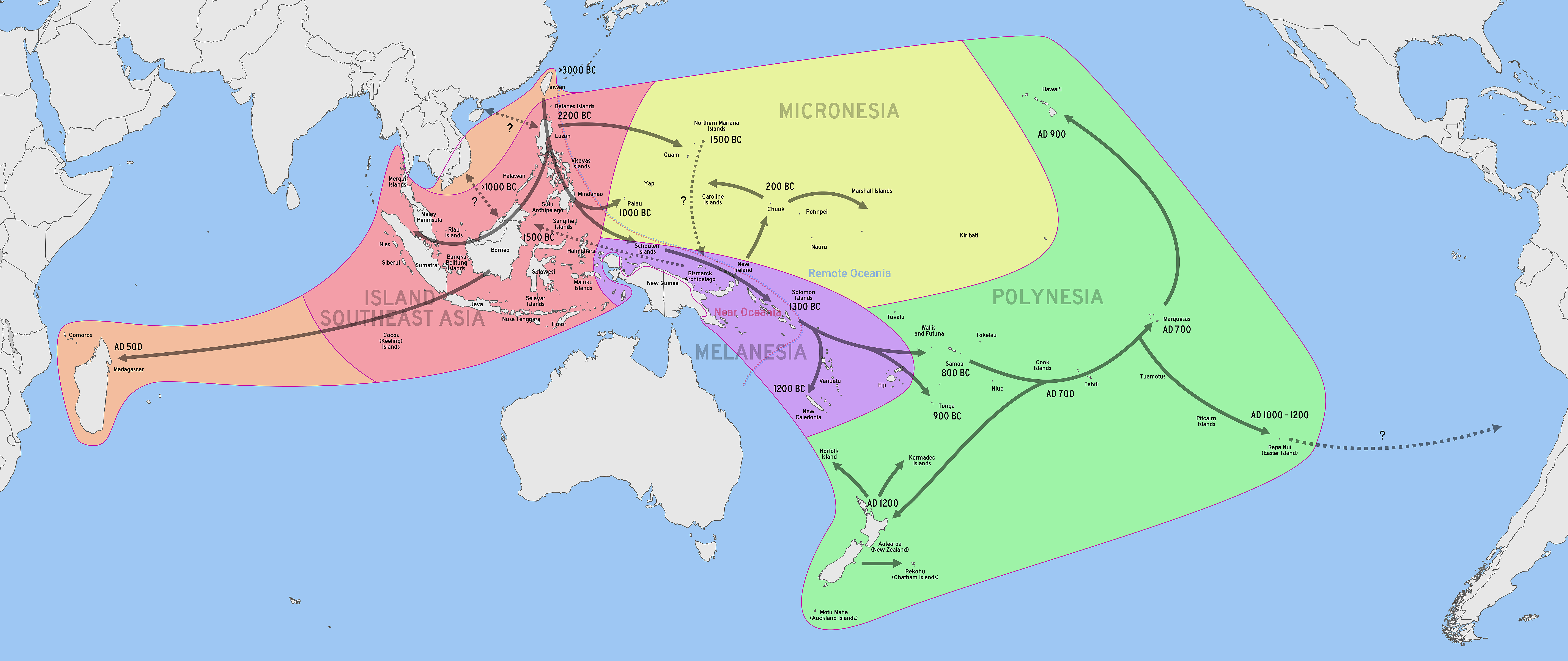
Chronologie de la dispersion austronésienne.

Les points de vue ont changé sur la découverte initiale polynésienne et la colonisation d'Hawaï. La datation au radiocarbone à Hawaï (en) a initialement indiqué une possible colonisation dès 124 apr. J.-C.. Les premiers livres de Patrick Vinton Kirch sur l'archéologie hawaïenne datent les premiers établissements polynésiens à environ 300 apr. J.-C. avec des suggestions plus récentes en 600. D'autres théories suggèrent une datation plus tardive entre 700 et 800.
En 2010, des chercheurs ont annoncé de nouvelles découvertes utilisant une datation au radiocarbone révisée et de haute précision, basée sur des échantillons plus fiables que ceux utilisés auparavant dans les nombreuses études de datation. Ces nouvelles données indiquent que la période de colonisation de l'Est et du Nord de la Polynésie a eu lieu beaucoup plus tard, dans une période plus courte de deux vagues : la « plus ancienne dans les îles de la Société vers 1025-1120, quatre siècles plus tard qu'on ne le pensait auparavant ; puis après 70 à 265 ans, la dispersion s'est poursuivie en une seule impulsion majeure vers toutes les îles restantes vers 1190-1290. Selon cette recherche, la colonisation des îles hawaïennes a eu lieu vers 1219-1266. On pense que cette colonisation rapide explique « l'uniformité remarquable de la culture, de la biologie et de la langue de la Polynésie orientale ».
Selon la mythologie hawaïenne, il y avait d'autres colons à Hawaï : des peuples qui ont été contraints de retourner dans des vallées isolées par les nouveaux arrivants. Les histoires sur les menehunes, ces petits gens qui construisaient des heiau et des étangs à poissons, prouveraient l'existence d'anciens peuples qui se sont installés sur les îles avant les Hawaïens.

## Premiers sites hawaïens

### Abri sous roche de Waiʻahukini (Site H8)
L'abri de Wai'ahukini, site H8, se trouve dans un tube de lave à environ 180 mètres à l'intérieur des terres à partir du rivage, dans la partie Sud de l'île d'Hawaï. Compte tenu du manque de lumière et d’espace nécessaire à des conditions de vie normales, il était peu probable que le site H8 soit utilisé comme habitation. Les fouilles du site ont commencé en 1954 par William J. Bonk et des étudiants de l'Université d'Hawaï à Hilo et se sont terminées en 1958. Les fouilles du site ont révélé huit cheminées à différentes profondeurs, ainsi que 1 671 artefacts comprenant des restes de faune, des hameçons et des matériaux lithiques en basalte et en verre volcanique. La répartition des artefacts sur le site H8 indique qu'il a été continuellement utilisé comme abri de pêche jusqu'à l'éruption du Mauna Loa en 1868. Une première estimation de l'occupation initiale du site était en 750 apr. J.-C. par Kenneth Emory et Yosihiko Sinoto en 1969, mais une étude plus récente utilisant la datation au radiocarbone suggère une date beaucoup plus tardive, au milieu du 14e siècle.

### Site des dunes de Hālawa
Situé sur l'île de Molokai, le site des dunes de Hālawa a été découvert pour la première fois en 1964 et se compose de deux buttes. Au cours de l'été 1970, Patrick Vinton Kirch a effectué des fouilles sur le plus grand des deux monticules, le monticule B, révélant six couches principales. Dans la quatrième couche se trouvaient des artefacts, des restes de faune et des fondations de maisons. Parmi les 496 artefacts découverts dans cette couche, les plus importants comprenaient des hameçons et des herminettes similaires à celles trouvées à Nihoa et sur l'île Necker et, selon Kirch et McCoy, servaient de « preuve que le site des dunes de Hālawa représentait une première phase dans le développement de la culture matérielle hawaïenne ». La datation initiale au radiocarbone du site par Kirch suggérait une plage de 600 à 1200 apr. J.-C., cependant, une nouvelle datation des échantillons en 2007 a montré que le site ne datait pas d'avant 1300 et qu'il était occupé principalement entre 1400 et 1650.

## Colonisation
Les premiers colons ont apporté avec eux des vêtements, des plantes (appelées « canoe plants ») et du bétail et ont établi des colonies le long des côtes et des grandes vallées. À leur arrivée, les colons cultivaient du taro (kalo), des bananes (mai'a), du noix de coco (niu), du fruit à pain (ulu) et élevaient du porc (pua'a), du poulet (moa) et du Hawaiian Poi Dog (en) ( 'ilio), bien que ces viandes soient consommé moins souvent que les fruits, les légumes et les fruits de mer. Les condiments populaires comprenaient le sel (pa'akai), la noix de kukui moulue, le limu (algue) et la canne à sucre (ko) qui était utilisé à la fois comme sucrerie et comme médicament. En plus des aliments apportés, les colons ont acquis la patate douce ( 'uala), qui a commencé à être cultivée dans toute la Polynésie vers l'an 1000, avec les premières preuves de culture à Hawaï vers 1300,. La patate douce est originaire d'Amérique du Sud. Récemment, une analyse de l'ADN de 1 245 variétés de patates douces d'Asie et des Amériques a été réalisée, et les chercheurs ont découvert un lien génétique prouvant que la racine est arrivée en Polynésie depuis les Andes vers 1100. Les résultats, publiés dans les PNAS, offrent davantage de preuves sur les interactions entre les anciens Polynésiens et les habitants d'Amérique du Sud bien avant que les Européens ne mettent le pied sur le continent.
Le rat du Pacifique a accompagné les colons lors de leur voyage vers Hawaï. David Burney soutient que les humains, ainsi que les animaux vertébrés qu’ils ont amenés avec eux (porcs, chiens, poulets et rats), ont provoqué l’extinction de nombreuses espèces indigènes d’oiseaux, de plantes et de grands escargots terrestres au cours du processus de colonisation.
Les estuaires et les ruisseaux ont été transformés en étangs à poissons par les premiers colons polynésiens, dès 500. De la terre battue et de la pierre taillée ont été utilisées pour créer un habitat, faisant de l'ancienne aquaculture hawaïenne l'une des plus avancées des peuples originels du Pacifique. Un exemple notable est l'étang à poissons de Menehune datant d'il y a au moins 1 000 ans, à Alekoko (Kaua'i). À l'arrivée du capitaine James Cook, il y avait au moins 360 étangs piscicoles produisant 900 000 kg de poisson par an. Au cours du dernier millénaire, les Hawaïens ont entrepris des projets « d'irrigation de champs d'étangs alimentés par des canaux à grande échelle » pour la culture du kalo.
Les nouveaux colons construisirent des maisons (hale) et des temples (heiau). Les archéologues pensent actuellement que les premières colonies se sont situées à l'extrémité Sud de la grande île d'Hawaï et qu'elles se sont rapidement étendues vers le Nord, le long des côtes maritimes et des vallées fluviales facilement accessibles. À mesure que la population augmentait, les colonies se sont implantées plus à l’intérieur des terres. Les îles étant si petites, la population était très dense. Avant l'arrivée des Européens, la population atteignait entre 200 000 et 1 000 000 d'habitants. Cependant, après le contact avec les Européens, la population a fortement chuté en raison de diverses maladies, dont la variole.

## Village

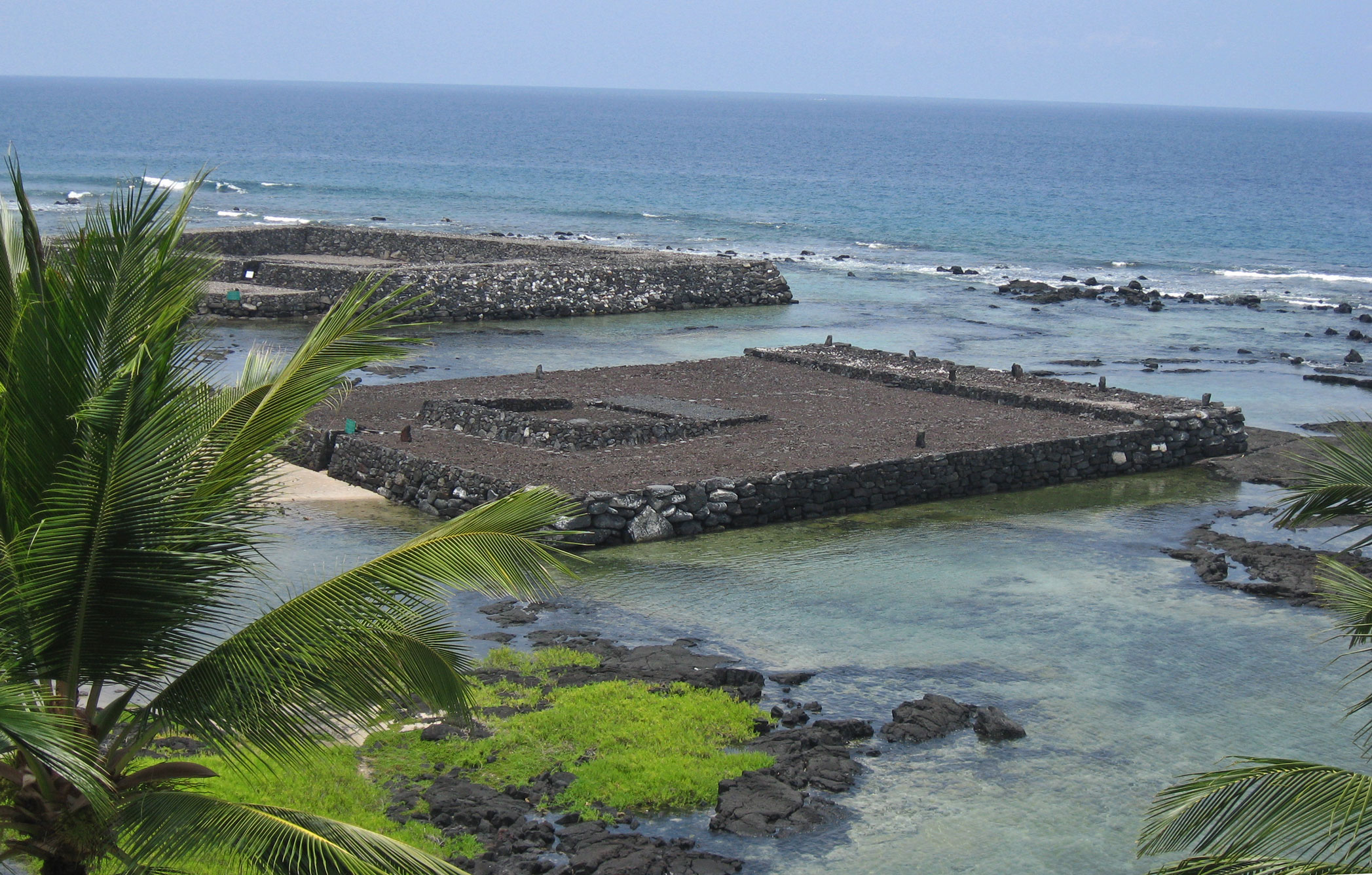
Hāpaialiʻi et Ke'eku Heiau.

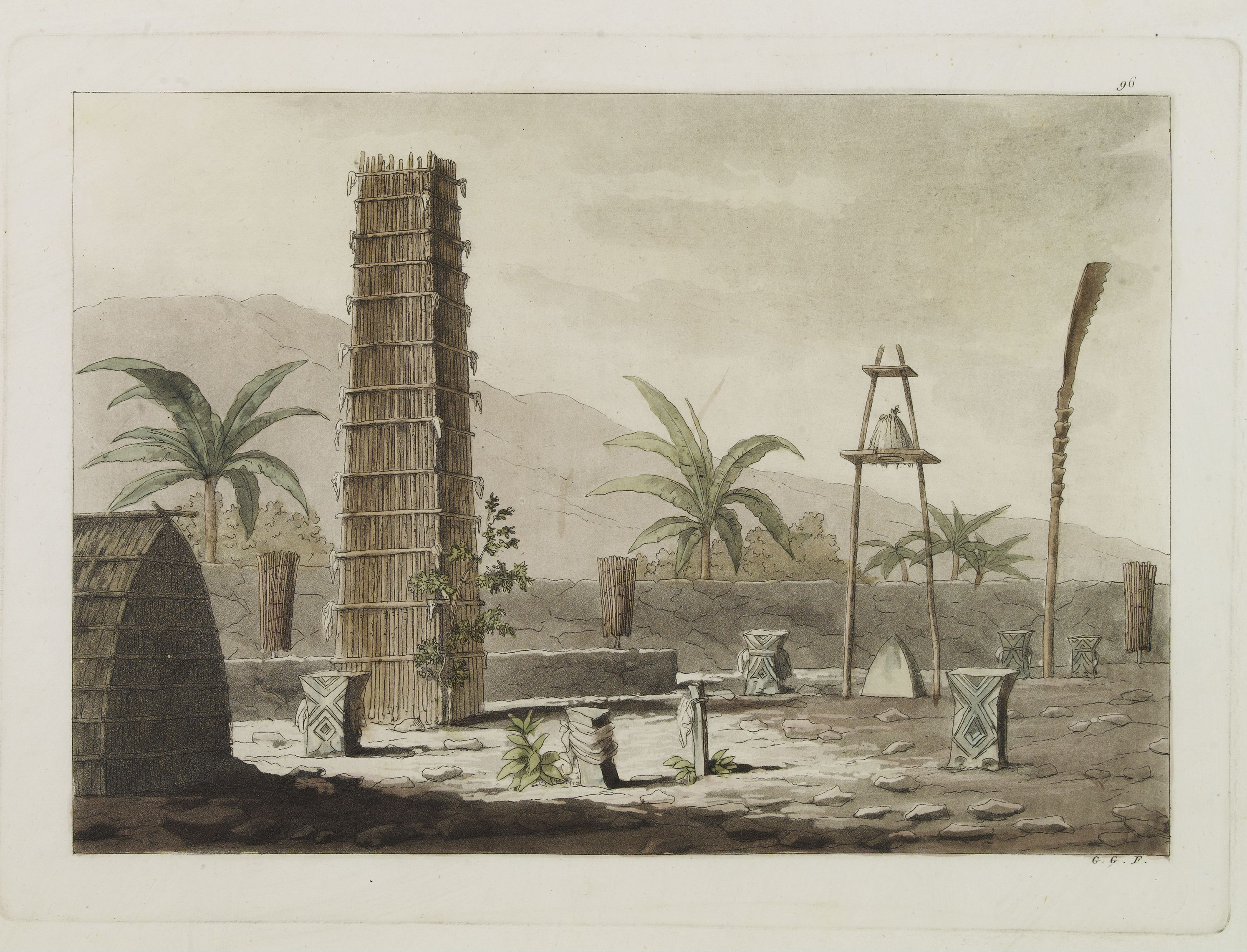
Un dessin d'un heiau à Waimea, Kauai.

Une ville traditionnelle de l’ancienne Hawaï’i comprenait plusieurs structures. Classés par ordre d'importance : 
- Heiau, temple des dieux. Il y en avait deux grands types. Mapele (agricole) était dédié à Lono, et pouvait être construit par la noblesse, les prêtres et les chefs de division foncière, et dont les cérémonies étaient ouvertes à tous. Le deuxième type, les luakini, étaient de grands temples de guerre, où étaient effectués des sacrifices d'animaux et d'humains. Ils étaient construits sur de hautes terrasses en pierre et ornés d'idoles sculptées en bois et en pierre. Source de grand mana ou pouvoir divin, le luakini ne pouvait être entré que par ali'i (en), le roi, les chefs et la noblesse importants, et les kahuna (en) qui étaient membres du sacerdoce Kū[25],[26] ;

- Hale Ali'i, la maison du chef. Elle servait de résidence au grand chef et de lieu de réunion des petits chefs. Elle a toujours été construite sur une fondation en pierre surélevée pour représenter un statut social élevé. Les Kāhili, ou étendards en plumes, étaient placés à l'extérieur pour signifier la royauté. Les femmes et les enfants n'avaient pas le droit d'entrer ;

- Hale Pahu, la maison des instruments sacrés de hula. Elle contenait les tambours pahu et était traité comme un espace religieux car le hula était une activité religieuse en l'honneur de la déesse Laka (déesse) (en) ;

- Hale papaʻa, le stock royal. Il a été construit pour stocker les instruments royaux, notamment les tissus, les filets et lignes précieux, les gourdins, les lances et autres armes ;

- Hale ulana, la maison du tisserand. C'était la maison où les artisanes se réunissaient chaque jour pour fabriquer des paniers, des éventails, des nattes et d'autres ustensiles du village à partir de feuilles de pandanus séchées appelées lauhala ;

- Hale mua, le restaurant des hommes. Il était considéré comme un lieu sacré car il était utilisé pour sculpter des idoles en pierre des 'aumakua ou des dieux ancestraux. La conception était conçue pour que les hommes puissent entrer et sortir rapidement ;

- Hale 'aina, le restaurant des femmes. Les femmes mangeaient dans leur propre restaurant séparé. Les hommes et les femmes ne pouvaient pas manger ensemble de peur que les hommes soient vulnérables en mangeant et que leur mana, ou esprit divin, soit volé par les femmes ;

- Hale waʻa, la maison du canoë. Construite le long des plages pour servir d'abri aux bateaux de pêche. Les Hawaïens stockaient également des bûches de koa utilisées pour fabriquer les canoës ;

- Hale lawaiʻa, la maison de pêche. Construite le long des plages pour abriter les filets et lignes de pêche. Les filets et les lignes étaient fabriqués à partir d'une corde résistante fabriquée à partir de coques de noix de coco tissées. Les hameçons étaient fabriqués à partir d'os d'humains, de porcs ou de chiens. Les outils trouvés dans la hale lawaiʻa comptaient parmi les biens les plus précieux de tout le village ;

- Hale noho, l'habitat. Construite comme lieu de couchage et d'habitation pour la famille hawaïenne ;

- Imu, le four communal. Creusé dans le sol, il servait à cuire la nourriture de tout le village, y compris le porc. Seuls les hommes cuisinaient à l'aide de l' imu.

## Système de caste
L'ancien Hawaiʻi était une société de castes développée par les Polynésiens ancestraux. Dans The overthrow of the kapu system in Hawaii, Stephenie Seto Levin décrit les principales classes : 
- Les Ali'i, les grands et petits chefs des royaumes. Ils gouvernaient avec le pouvoir divin au sein d'un système parfois théocratique[28] ;

- Les Kahuna, les prêtres qui dirigeaient les cérémonies religieuses, aux heiau et ailleurs. Les professionnels comprenaient des maîtres charpentiers, des constructeurs de bateaux, des chanteurs, des danseurs, des généalogistes, des médecins et des guérisseurs ;

- Les Makaʻāinana, les roturiers qui cultivaient, pêchaient et exerçaient des métiers plus simples. Ils travaillaient non seulement pour eux-mêmes et leurs familles, mais aussi pour soutenir les chefs et les kahuna ;

- Les Kauwā, les serviteurs, les esclaves et les parias[29]. Le mariage entre les castes supérieures et les kauwā était strictement interdit. Les kauwā travaillaient pour les chefs et les mâles étaient souvent utilisés comme sacrifices humains (par noyade) au luakini heiau.

## Éducation
Les jeunes Hawaïens ont acquis des compétences de vie et de religion à la maison, souvent avec leurs grands-parents. Pour les enfants « brillants », il existait un système d'apprentissage dans lequel les très jeunes étudiants commençaient à apprendre un métier ou une profession en assistant un expert (kahuna). Comme les Hawaïens considéraient que les pouvoirs spirituels imprégnaient toute la nature, les experts dans de nombreux domaines étaient connus sous le nom de kahuna, un terme communément compris pour désigner un prêtre. Les différents types de kahuna ont transmis des connaissances sur leur profession, que ce soit dans « la généalogie, le mele (en), la phytothérapie, la construction de canoës, ou les limites territoriales », etc, en impliquant et en instruisant les apprentis dans leur travail. Des écoles plus formelles existaient pour l'étude du hula, et probablement pour l'étude de niveaux supérieurs de connaissances sacrées.
Le kahuna accueillait l'apprenti dans sa maison en tant que membre de la famille, même si souvent « le tuteur était un parent ». Lors d'une cérémonie religieuse de « remise des diplômes », « le professeur consacrait l'élève, qui ne faisait plus qu'un avec le professeur dans une relation psychique aussi définie et obligatoire que la relation de sang ». Comme les enfants qui apprenaient auprès de leurs grands-parents, les enfants qui étaient apprentis apprenaient en observant et en participant à la vie quotidienne. Les enfants étaient découragés de poser des questions sur la culture hawaïenne traditionnelle.

## Régime foncier
Dans l'idéologie hawaïenne, on ne possède pas la terre, mais on y habite simplement. La croyance était que la terre et les dieux étaient immortels. Les Hawaïens pensaient que toute terre appartenait aux dieux (akua).
Les ali'i étaient considérés comme des gestionnaires des terres. Autrement dit, ils contrôlaient ceux qui travaillaient sur la terre, les maka'āinana.
À la mort d'un chef et à l'accession d'un autre, les terres étaient redistribuées : certains des anciens gestionnaires perdaient leurs terres et d'autres les gagnaient. Les terres étaient également redistribuées lorsqu'un chef en battait un autre et redistribuait les terres conquises en récompense à ses guerriers.
Dans la pratique, les roturiers bénéficiaient d'une certaine sécurité contre une reprise de possession de leurs maisons et de leurs fermes. Ils étaient généralement laissés en place pour rendre hommage et fournir du travail à un nouveau chef, sous la supervision d'un nouveau konohiki (surveillant).
Les anciens Hawaïens avaient l' ahupua'a comme source de gestion de l'eau. Chaque ahupua'a était une subdivision de terre allant de la montagne à la mer. Les Hawaïens utilisaient l’eau de pluie qui coulait à travers les montagnes comme forme d’irrigation. Les Hawaïens se sont également installés autour de ces parties du territoire en raison de l'agriculture qui y était pratiquée.

## La religion et système kapu
La religion maintenait la cohésion de l’ancienne société hawaïenne, affectant les habitudes, les modes de vie, les méthodes de travail, la politique sociale et la loi. Le système juridique était basé sur des kapu religieux, ou tabous. Il existait une manière correcte de vivre, d’adorer et même de manger. Des exemples de kapu incluaient la disposition selon laquelle les hommes et les femmes ne pouvaient pas manger ensemble (religion ʻAikapu). La pêche était limitée à des saisons précises de l'année.
La rigidité du système kapu pourrait provenir d'une deuxième vague de migrations entre 1000 et 1300 à partir de laquelle différentes religions et systèmes furent partagés entre Hawaii'i et les îles de la Société. Si Hawaii'i avait été influencé par les chefs tahitiens, le système kapu serait devenu plus strict et la structure sociale aurait changé. Le sacrifice humain serait devenu une partie de leur nouvelle observance religieuse, et les ali'i auraient acquis plus de pouvoir sur les conseils des experts des îles.
Kapu est dérivé des traditions et des croyances du culte hawaïen des dieux, des demi-dieux et du mana ancestral . Les forces de la nature étaient personnifiées comme les principaux dieux de Kū (dieu de la guerre), Kāne (dieu de la lumière et de la vie), Kanaloa (dieu de la mort) et Lono (dieu de la paix et de la croissance). Les dieux mineurs bien connus incluent Pele (déesse du feu) et sa sœur Hiʻiaka (déesse de la danse). Dans une célèbre histoire de la création, le demi-dieu Māui a pêché les îles d'Hawaï depuis la mer après une petite erreur qu'il a commise lors d'un voyage de pêche. Depuis Haleakalā, Māui a pris au piège le soleil dans une autre histoire, le forçant à ralentir pour qu'il y ait des périodes égales d'obscurité et de lumière chaque jour.
La vision mystique hawaïenne du monde permet à différents dieux et esprits d’imprégner n’importe quel aspect du monde naturel. De ce point de vue mystique, en plus de sa présence dans les éclairs et les arcs-en-ciel, le dieu de la lumière et de la vie, Kāne, peut être présent dans la pluie, les nuages et une brise paisible (typiquement la « maison » de Lono).
Même si tous les aliments et toutes les boissons avaient une signification religieuse pour les anciens Hawaïens, un accent culturel particulier était mis sur le kava ( 'awa) en raison de ses propriétés narcotiques. Cette boisson à base de racines, psychoactive et relaxante, était utilisée pour consacrer les repas et commémorer les cérémonies. Il est souvent mentionné dans le chant hawaïen. Différentes variétés de racine étaient utilisées par différentes castes, et le breuvage servait d'introduction au mysticisme.

## Chefs
Les quatre plus grandes îles, Hawaï, Maui, Kaua'i et O'ahu, étaient généralement gouvernées par leur propre ali'i nui (souverain suprême) avec des chefs subordonnés de rang inférieur appelés ali'i 'aimoku, dirigeant des districts individuels avec des agents fonciers appelés konohiki.
Toutes ces dynasties étaient interdépendantes et considéraient tout le peuple hawaïen comme les descendants de parents légendaires, Wākea (symbolisant l'air) et son épouse Papa (symbolisant la terre). Jusqu'à la fin du XVIIIe siècle, l'île d'Hawaï était gouvernée par une seule lignée descendant d'Umi-a-Liloa. À la mort de Keawe'īkekahiali'iokamoku, un chef de rang inférieur, Alapainui, renversa les deux fils de l'ancien dirigeant.
En supposant cinq à dix générations par siècle, les dynasties Ali'i 'Aimoku étaient vieilles d'environ trois à six siècles en 1800 de notre ère. On pense que la colonisation tahitienne des îles hawaïennes a eu lieu au XIIIe siècle. Les ali'i et d'autres castes sociales ont vraisemblablement été établies au cours de cette période.

## Économie
L’ancienne économie hawaïenne est devenue complexe au fil du temps. Les gens ont commencé à se spécialiser dans des compétences spécifiques. Des générations de familles se sont engagées dans certaines carrières : couvreurs de toits, constructeurs de maisons, broyeurs de pierres, attrapeurs d'oiseaux qui confectionnaient les manteaux de plumes des ali'i, constructeurs de pirogues. Bientôt, des îles entières commencèrent à se spécialiser dans certains métiers spécialisés. O'ahu est devenu le principal fabricant de kapa (tissu d'écorce de tapa), Maui est devenu le principal fabricant de canoës et l'île d'Hawaï échangeait des ballots de poisson séché.

## Premier contact européen
Le contact européen avec les îles hawaïennes a marqué le début de la fin de l'ancienne période hawaïenne. En 1778, le capitaine britannique James Cook débarqua d'abord à Kauaʻi, puis navigua vers le sud pour observer et explorer les autres îles de la chaîne.
Lorsqu'il arriva pour la première fois dans la baie de Kealakekua en 1779, certains indigènes pensaient que Cook était leur dieu Lono. Le mât et les voiles de Cook ressemblaient par hasard à l'emblème (un mât et une feuille de kapa blanc) qui symbolisait Lono dans leurs rituels religieux ; les navires sont arrivés pendant la saison Makahiki dédiée à Lono.
Le capitaine Cook a finalement été tué lors d'un violent affrontement et abandonné sur la plage par ses marins. Les Britanniques ont exigé que son corps lui soit restitué, mais les Hawaïens avaient déjà accompli les rituels funéraires de leur tradition.
En quelques décennies, Kamehameha Ier a maîtrisé et utilisé les tactiques de guerre européennes et quelques armes à feu et canons pour unir les îles dans le royaume d'Hawaï.